# Demografia do Mali
Este artigo é sobre os recursos demográficos da população do Mali, incluindo densidade populacional, etnia, nível educacional, saúde da população, status econômico, afiliações religiosas e outros aspectos da população.

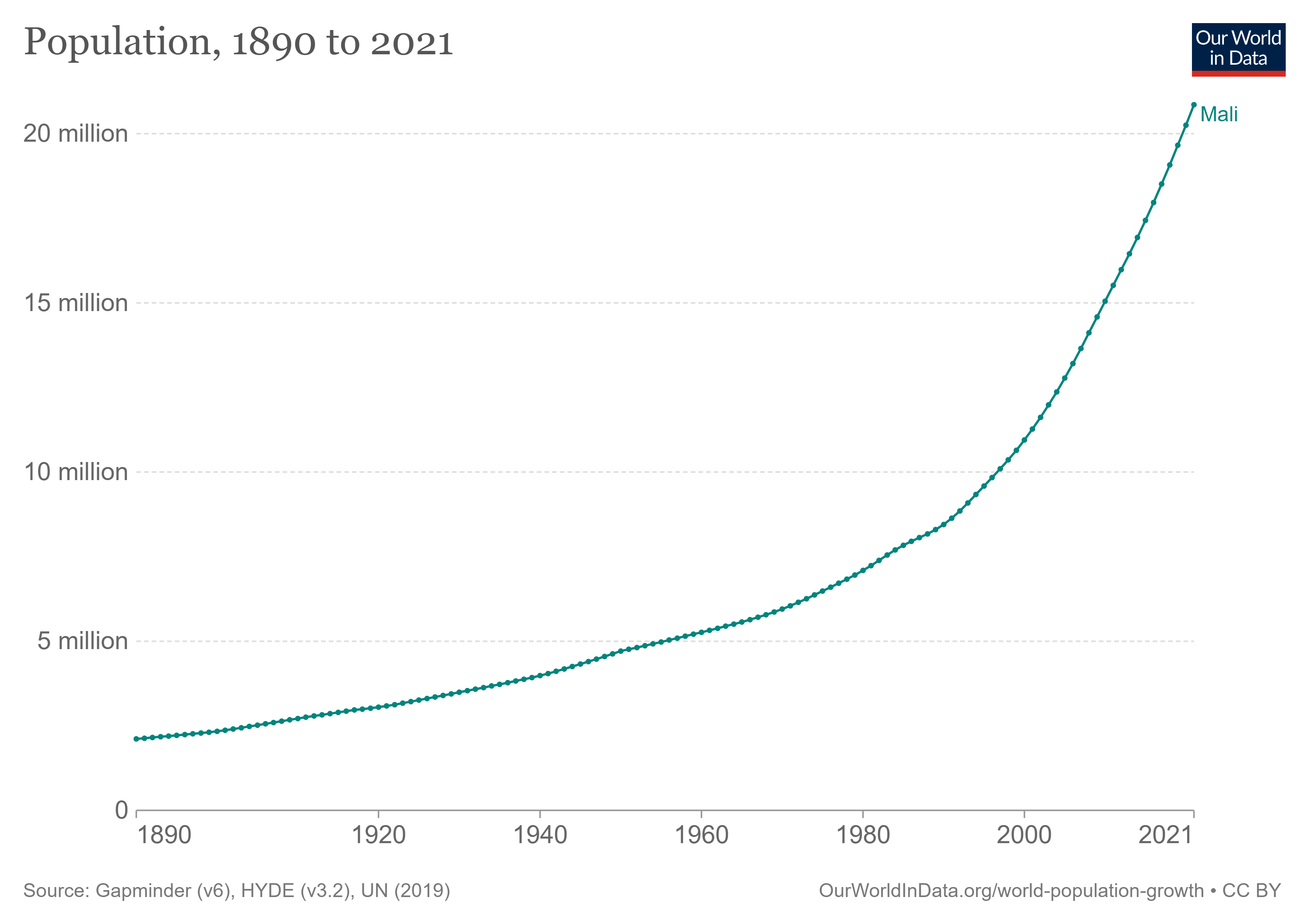
População do Mali (1890-2021)

## População
Em 2022, a população do Mali foi estimada em 22.395.489 milhões, com uma taxa de crescimento anual de 3,3%. Este número pode ser comparado a 14.528.662 em 2009. A população é predominantemente rural (69,6% em 2022) e somente 2% dos malianos são nômades. Mais de 62% da população vive na parte sul do país, especialmente em Bamako, que tem mais de 4 milhões de habitantes.
Em 2022, cerca de 47,2% dos malianos tinham menos de 15 anos, 32% tinham entre 15 e 34 anos e 4,6% tinham 60 anos ou mais. A idade média era de 21,6 anos. A taxa de natalidade em 2007 foi de 41,64 nascimentos por 1.000, e a taxa de fecundidade foi de 5,9 filhos por mulher.
A taxa de mortalidade em 2021 foi de 9,27 mortes por 1.000. A expectativa de vida ao nascer foi de 58,94 anos no total (57,62 para homens e 60,33 para mulheres). O Mali tem uma das taxas mais altas do mundo de mortalidade infantil, com 106 mortes por 1.000 nascidos vivos.

## Grupos étnicos

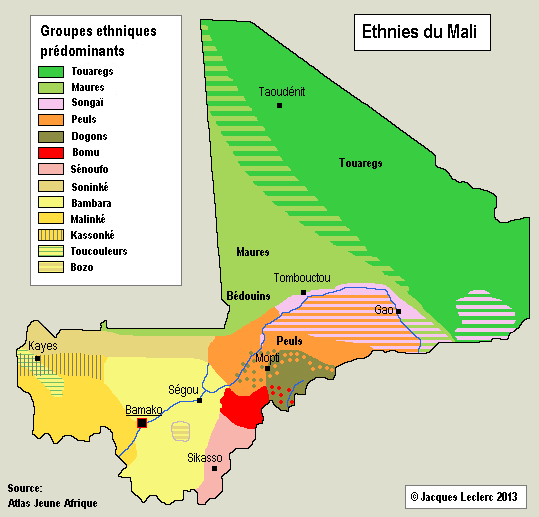
Mapa étnica do Mali

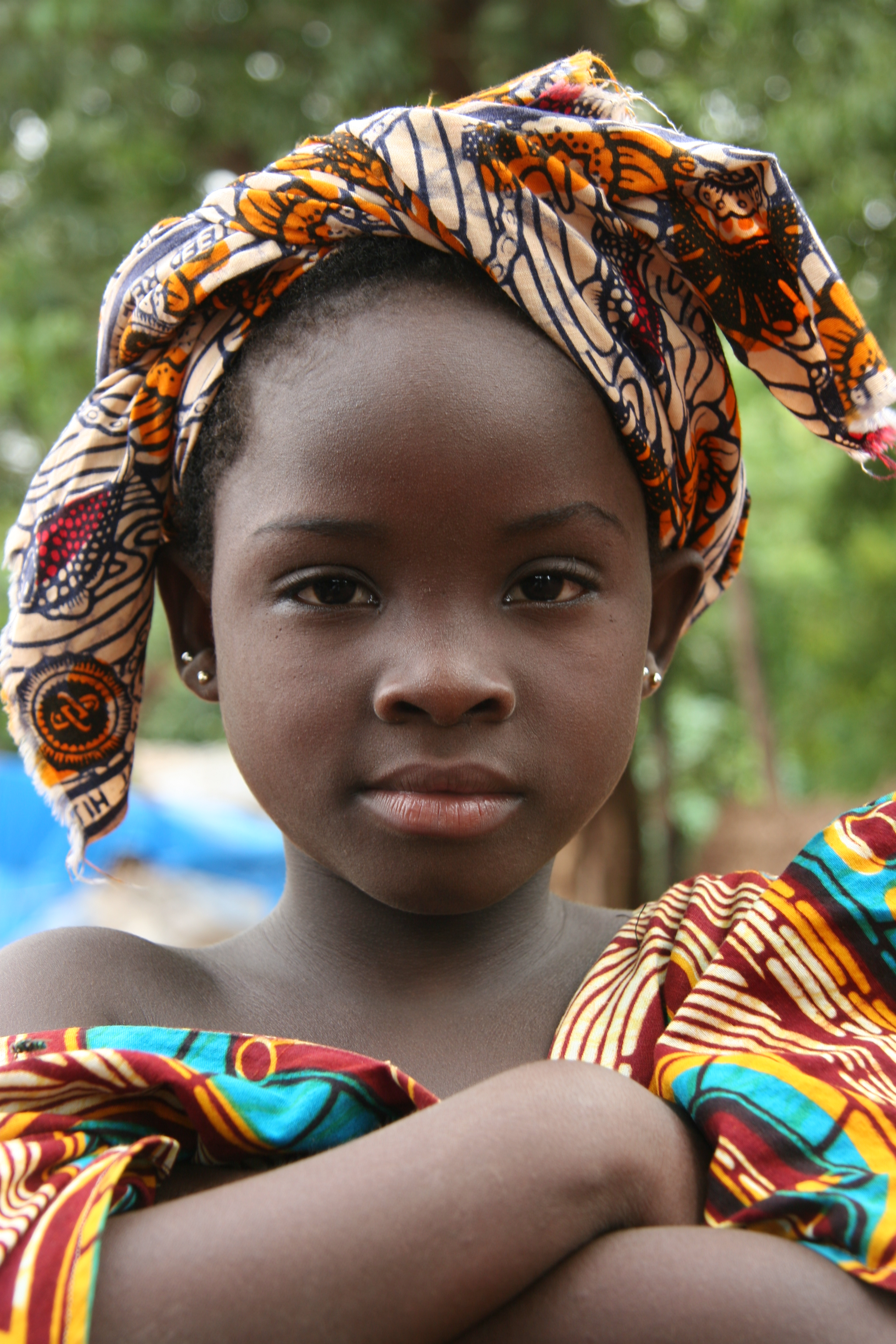
A Bozo menina em Bamako

A população do Mali consiste em diversos grupos étnicos sub-saarianos, os quais partilham semelhantes tradições históricas, culturais e religiosas. Excepção feita a dois grupos nómadas no norte, os tuaregues, um povo berbere, e os mauros (ou mouros), de origem árabo-berbere. Os tuaregues têm-se oposto tradicionalmente ao governo central. A partir de Junho de 1990 no norte, tuaregues favoráveis a uma maior autonomia têm entrado em confronto com os militares. Em Abril de 1992, o governo e praticamente todas as facções oponentes assinaram um pacto para acabar com a luta e restabelecer a estabilidade no norte. As principais reivindicações são a de uma maior autonomia no norte e de um maior investimento por parte do governo numa zona que é tradicionalmente pobre. O acordo de paz foi celebrado em 1996 em Tombuctu durante uma cerimónia oficial amplamente publicitada, chamada "Flamme de la Paix" (Chama da Paz).
Grupos étnicos:
- Mandes 50% (bambaras, maliques, soninques)

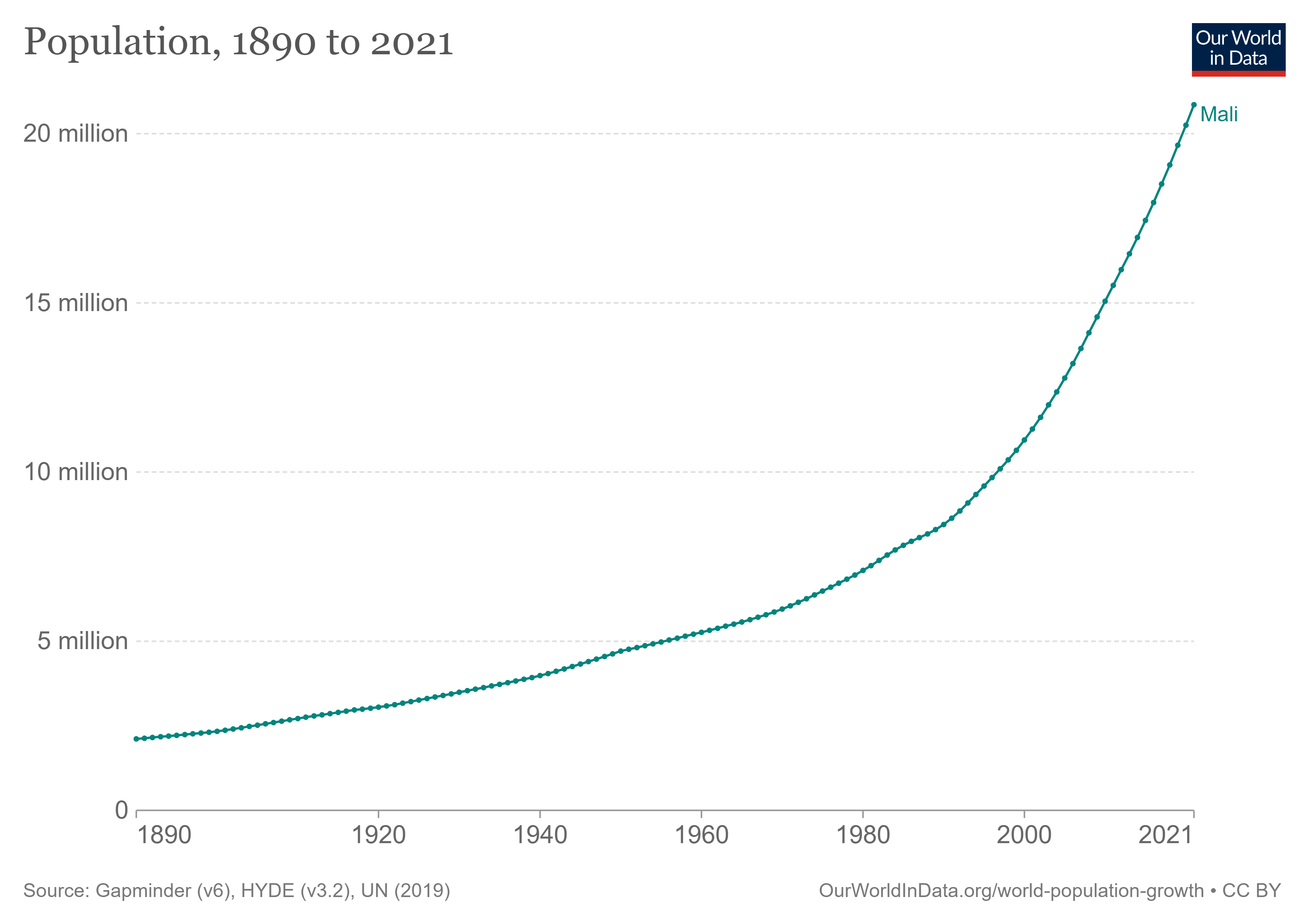
Demografia de Mali, Dados de FAO, ano de 2005; Número de habitantes em milhares.

- Fulas 17%
- Voltaicos 12%
- Songais 6%
- Tuaregues e mouros 10%
- Outros 5%

## Línguas
Apesar de cada grupo étnico ter a sua língua própria, cerca de 80% dos malianos comunicam fora do seu grupo em bambara, a língua comum do comércio. O francês foi a língua oficial do país durante 1960 até 2023, com a nova Constituição, promulgada pelo regime de Goïta em 22 de julho de 2023, abandona o francês como língua oficial.